# Burg Schöneflieth

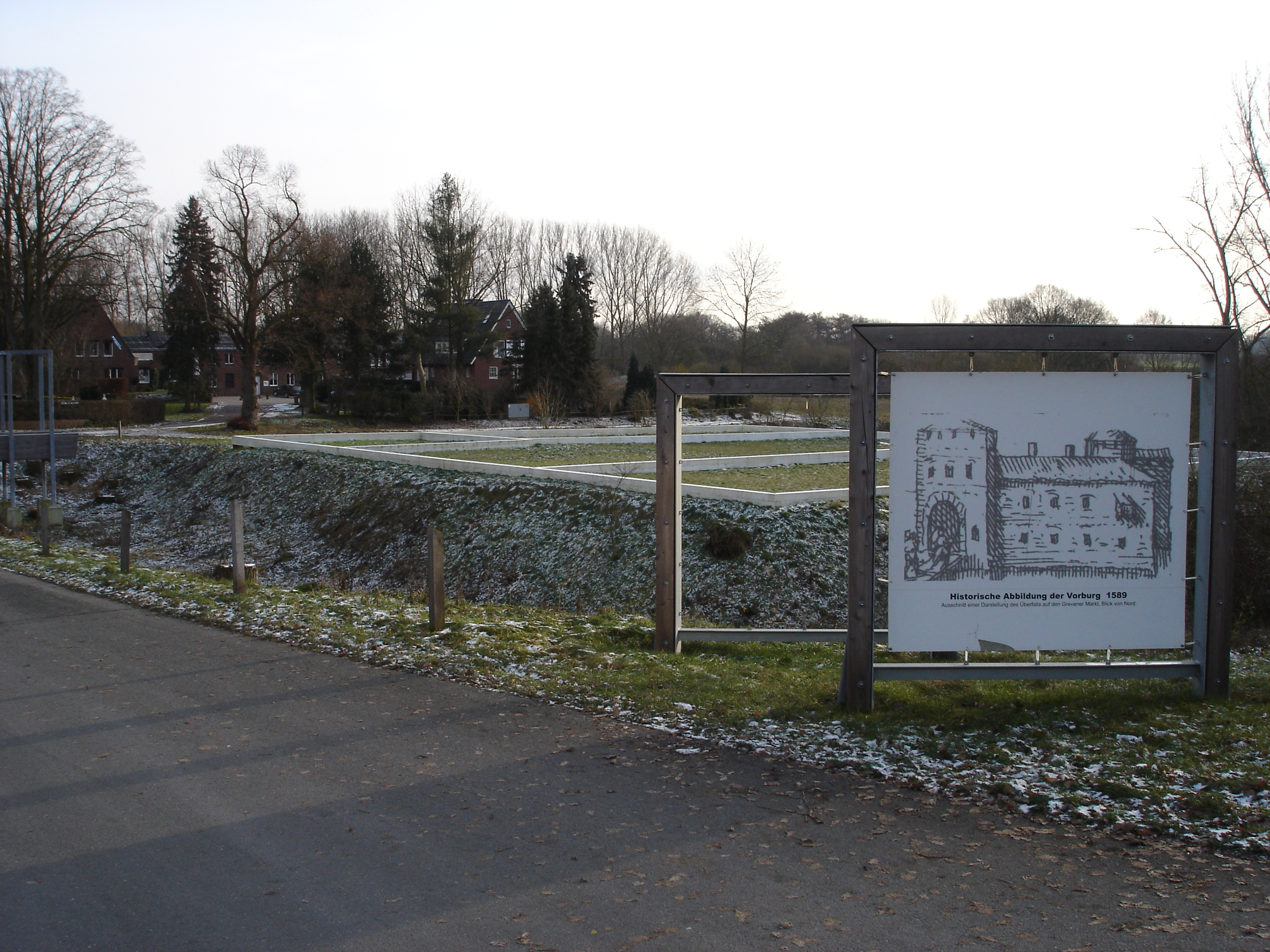
Panorama über die Grundmauern der Vorburg. Auf der Tafel rechts eine Abbildung der Vorburg aus dem Jahre 1589

Die Burg Schöneflieth war eine ehemalige Raubritterburg und im späteren Verlauf eine Zollstelle. Sie lag an einer strategisch günstigen Position am südlichen Ufer der Ems in Greven in Westfalen. Neben ihrer wichtigen Funktion als Zollstelle war sie von besonderer Bedeutung bei mehreren historischen Ereignissen. An die Burg selbst erinnern nur noch die Rekonstruktion der Brücke über den Wassergraben sowie die Markierung der Grundmauern der Vorburg.

## Geschichte

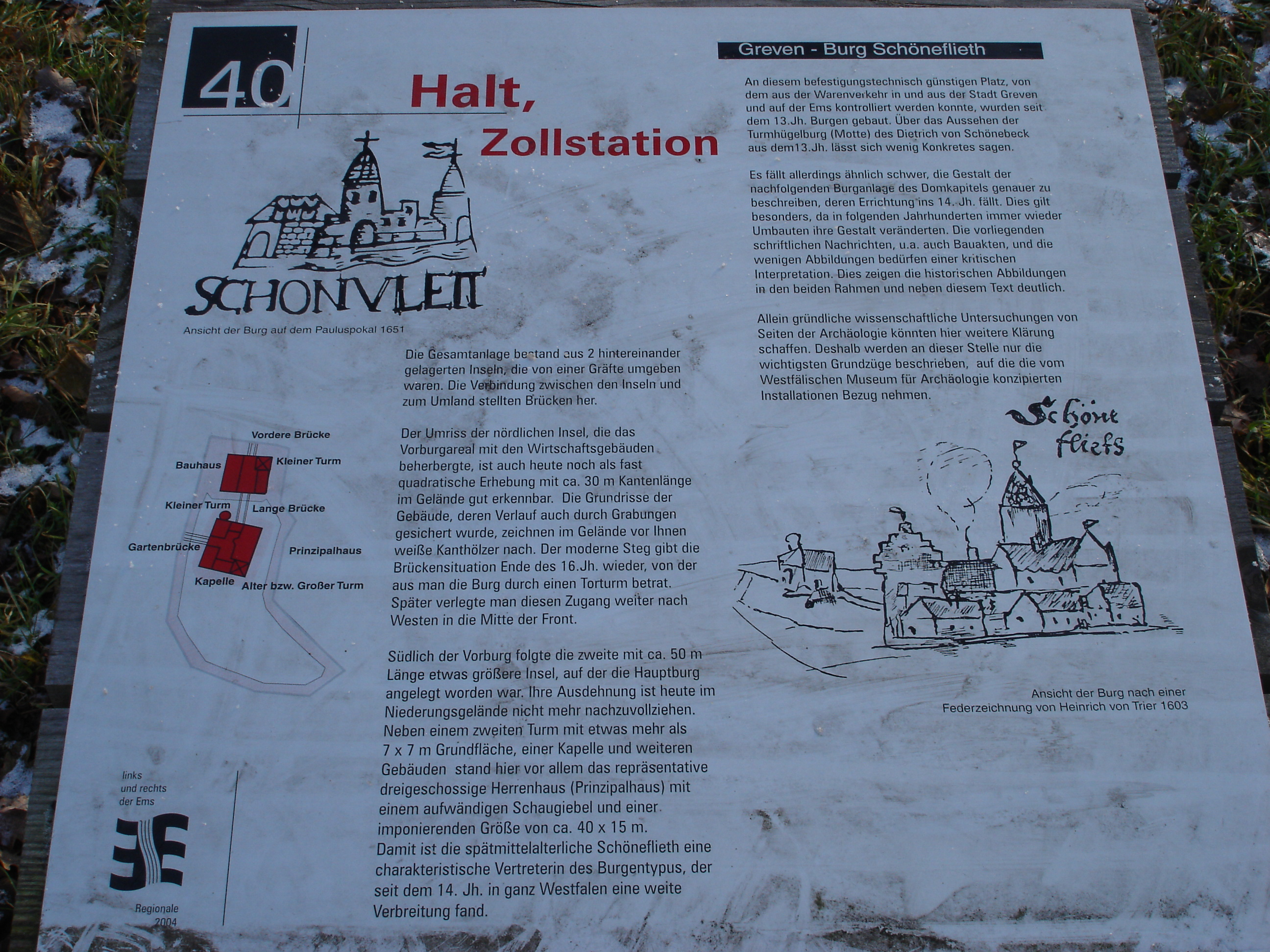
Infotafel über die Architektur und Geschichte der Burg

Erbaut und benannt wurde die Burg im Jahre 1232 südlich von Greven durch Franco von Schonebeck, der auch unter dem Namen Schöneflieth bekannt war. Erwähnt wurde sie erstmals in einer Urkunde aus dem Jahre 1257 als Castellum dictum sconenvlete. Bewohnt wurde sie von seinem Sohn Dietrich von Schonebeck.
Dem damaligen Bischof von Münster, Eberhard von Diest, waren diese Burgen als Raubrittersitze allerdings ein Dorn im Auge, so dass er seit seiner Amtsübernahme 1275 begann, diese Burgen zu zerstören. Im Frühjahr 1276 fiel ihm auch Burg Schöneflieth zum Opfer. Eberhard ließ die Burg als Festung unbrauchbar machen und Dietrich von Schonebeck musste auf seine Rechte verzichten und sie an das Domkapitel abtreten.
Das Domkapitel ersetzte ab 1365 die ursprüngliche Motte durch eine größere Zwei-Insel-Anlage, die bis in die zweite Hälfte des 18. Jahrhunderts von Domkanonikern bewohnt war, denen mit dem Besitz der Burg zugleich auch der Brückenzoll über die Ems zustand. Vermutlich nach dem Dreißigjährigen Krieg wurde aus diesem Grund südlich des Brückenkopfes an der Ems ein Zollturm errichtet. Im 16. Jahrhundert wurde ein neues Haupthaus und eine Kapelle errichtet. Das Ende der Burg zeichnete sich gegen Ende des 18. Jahrhunderts ab, als die Bedeutung zusehends nachließ und die Domherren nur noch selten auf der Burg zu Gast waren. Als Folge verfiel Burg Schöneflieth nach und nach. Mit dem Tod des letzten Hauptmanns wurde diese Amtsstelle nicht mehr neu besetzt. Nachdem im Jahre 1808 bei einem ersten Versteigerungsversuch kein Bieter gefunden wurde, ersteigerten 1812 vier Grevener Kaufleute gemeinsam die Anlage für 36.000 Franken, um sie als Quelle für Baumaterialien zu nutzen. 1843 wurden die letzten Steine der Burg verkauft.

## Wirtschaftliche und geschichtliche Bedeutung
Bereits die Herren von Schonebeck erkannten die strategisch günstige Position der Emsüberquerung am wichtigen Handelsweg von Münster in Richtung Norden. Mit Hilfe der Burg war es ihnen möglich, den vorbeiziehenden Händlern einen Wegezoll für die Überquerung abzuverlangen. Auch die Domherren aus Münster erkannten bald diese Einnahmequelle, so dass sie nach der Übernahme und Errichtung einer größeren Burg eine Zollstelle einrichteten. Im weiteren Verlauf sollte dieser Zoll auch auf die über die Ems verkehrenden Fährboote erhoben werden. Diese Zollstelle sollte bis 1. Oktober 1847 bestehen bleiben, auch wenn die Burg selbst zuvor schon abgetragen wurde.

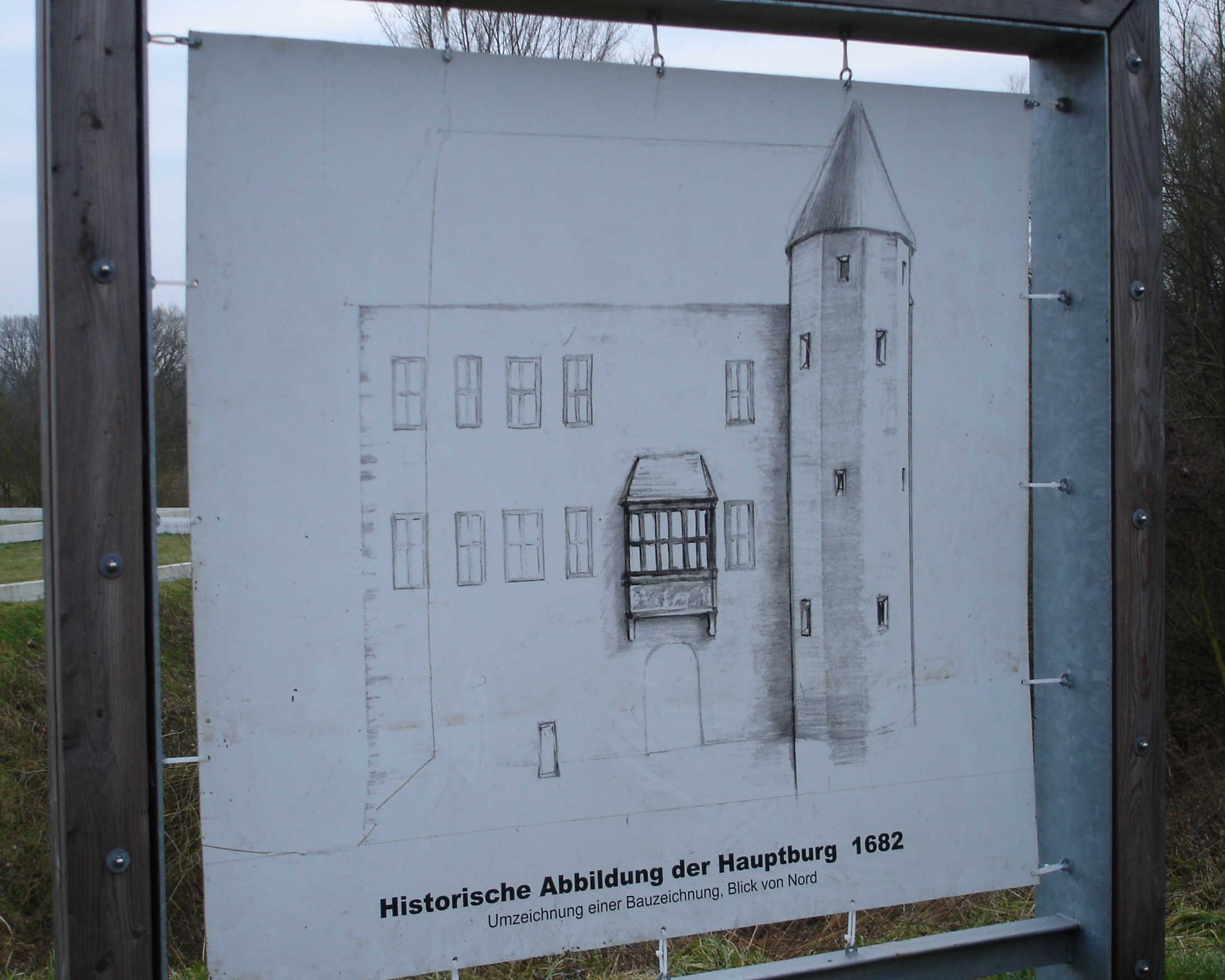
Die Hauptburg um 1682 von Norden aus gesehen

Neben der wirtschaftlichen Bedeutung war die Burg auch Schauplatz von historischen Ereignissen. Als im Jahre 1534 die Domherren von Münster aus der Stadt vor den „Wiedertäufern“ flohen und in der Burg Schöneflieth Unterschlupf fanden, gelang es dem damaligen Bischof Franz von Waldeck am 15. Februar 1534 den Angriff seiner Verfolger abzuwehren.
Mitten im Dreißigjährigen Krieg war die Burg am 3. und 4. August 1623 Schauplatz der Verfolgung von Christian von Braunschweig durch Tilly. Christian von Braunschweig rückte am 3. August in die Burg ein, musste sie jedoch bereits am darauffolgenden Tag wieder verlassen, als sich das Heer seines Verfolgers ihm näherte, bevor er am 6. August in der Schlacht bei Stadtlohn vernichtend geschlagen wurde.
Ein weiteres bedeutendes Ereignis fand am 25. Februar 1655 statt. Zwischen der Stadt Münster und ihrem Bischof zu jener Zeit, Christoph Bernhard von Galen, war es zu einer offenen Konfrontation gekommen, nachdem die Bürger der Stadt Kaiser Ferdinand III. um die Verleihung von Landesherrenrechten gebeten hatten. Als die Einnahme der Stadt mittels eines militärischen Handstreichs scheiterte, wurde auf der Burg der nach ihr benannte Vertrag von Schöneflieth ausgehandelt, einem Kompromiss zwischen dem Bischof und der Stadt Münster, nachdem von Galen 450 Infanteriesoldaten und 100 Reiter innerhalb der Stadtgrenzen stationieren durfte, sie aber auf die Stadt eingeschworen wurden.

## Beschreibung
Über die ursprüngliche Motte können keine Angaben gemacht werden. Die Hauptburg der Zwei-Insel-Anlage lag auf einer annähernd rechteckigen Insel von ca. 35 × 30 Größe. Die Außenseiten der im außer im Süden von einer breiten, heute wasserlosen Gräfte umgebenen Burginsel sind mit teilweise noch sichtbarem Mauerwerk befestigt. Die Zuwegung erfolgt von Osten über eine in jüngerer Zeit angelegte, etwa 8 m breite Erdbrücke. Im Süden liegt der heute trockene und teilweise verfüllte Burgteich mit der nicht mehr erhaltenen Vorburg. Im westlichen Teil der Vorburg kamen bei Ausgrabungen Fundamente eines Gebäudes aus Ziegeln und wiederverwendeten Bruchsteinen zutage. Im Norden der Vorburg wurden Reste eines Brückenauflagers und die Grundmauern einer zweiphasigen Toranlage dokumentiert. Auch im östlichen Abschnitt der Vorburg zeigen Fundamentreste eine ehemalige Bebauung an.